# Галантино, Нунцио
Нунцио Галантино (итал. Nunzio Galantino; род. 16 августа 1948, Чериньола, Италия) — итальянский куриальный прелат. Епископ Кассано-алль’Йонио с 9 декабря 2011 по 28 февраля 2015. Генеральный секретарь Конференции католических епископов Италии с 28 февраля 2015 по 26 июня 2018. Архиепископ ad personam с 26 июня 2018. Председатель Администрации церковного имущества Святого Престола с 26 июня 2018 по 2 октября 2023.

## Биография
26 июня 2018 года Папа Франциск принял отставку, представленную кардиналом Доменико Кальканьо, с должности председателя Администрации церковного имущества Святого Престола, в связи с достижением соответствующего возраста и назначил его преемником монсеньора Нунцио Галантино, бывшего епископа Кассано-алль’Йонио, бывшего до сих пор генеральным секретарём Итальянской епископской конференции.